# Olympijští sportovci z Ruska na Zimních olympijských hrách 2018
168 ruských sportovců nastupovalo na zimních olympijských hrách 2018 v Pchjongčchangu pod olympijskou vlajkou v rámci týmu Olympijských sportovců z Ruska, neboť Rusko bylo z olympijských her vyloučeno kvůli skandálu se státem organizovaným dopingem na zimních olympijských hrách v Soči 2014.

## Medailisté
| Medaile | Jméno | Sport                | Disciplína             | Datum     |
| ------- | --- | -------------------- | ---------------------- | --------- |
| Zlato   | Alina Zagitovová | Krasobruslení        | Ženy jednotlivkyně     | 23. února |
| Zlato   | Družstvo mužů | Lední hokej          | Turnaj mužů            | 25. února |
| Stříbro | Michail Koljada Jevgenija Medveděvová Alina Zagitovová Jevgenia Tarasovová Vladimir Morozov Natalia Zabijako Alexander Enbert Jekatěrina Bobrovová Dmitrij Solovjov | Krasobruslení        | Družstvo               | 12. února |
| Stříbro | Nikita Tregubov | Skeleton             | Muži                   | 16. února |
| Stříbro | Alexandr Bolšunov Alexej Červotkin Andrej Larkov Denis Spicov | Běh na lyžích        | Muži štafeta 4 × 10 km | 18. února |
| Stříbro | Alexandr Bolšunov Denis Spicov | Běh na lyžích        | Muži sprint dvojic     | 21. února |
| Stříbro | Jevgenija Medveděvová | Krasobruslení        | Ženy jednotlivkyně     | 23. února |
| Stříbro | Alexandr Bolšunov | Běh na lyžích        | Muži 50 km klasicky    | 24. února |
| Bronz   | Semjon Jelistratov | Short track          | Muži 1500 m            | 10. února |
| Bronz   | Julija Bělorukovová | Běh na lyžích        | Ženy sprint            | 13. února |
| Bronz   | Alexandr Bolšunov | Běh na lyžích        | Muži sprint            | 13. února |
| Bronz   | Denis Spicov | Běh na lyžích        | Muži 15 km volně       | 16. února |
| Bronz   | Natalja Voroninová | Rychlobruslení       | Ženy 5000 m            | 16. února |
| Bronz   | Julija Bělorukovová Anna Nečajevská Natalja Něprjajevová Anastasija Sedovová                                                                                        | Běh na lyžích        | Ženy štafeta 4 × 5 km  | 17. února |
| Bronz   | Ilja Burov | Akrobatické lyžování | Muži akrobatické skoky | 18. února |
| Bronz   | Sergej Ridzik | Akrobatické lyžování | Muži ski cross         | 21. února |
| Bronz   | Andrej Larkov | Běh na lyžích        | Muži 50 km klasicky    | 24. února |